# Christian Godard
Christian Godard (Parijs, 24 maart 1932 – aldaar, 11 november 2024) was een Franse striptekenaar en schrijver van stripverhalen.

## Carrière
Zijn striptekencarrière begon in de jaren 1950 met bijdragen aan diverse jeugdtijdschriften. Hij werkte toen nog onder het pseudoniem Eme. 
In 1955 bedacht hij de stripreeks Benjamin et Benjamine voor het Belgische jeugdblad Benjamin. In 1957 ging Godard aan de slag bij het tijdschrift Vaillant. Twee jaar later sloot hij zich tevens aan bij het toen net opgestarte stripblad Pilote, waar hij samenwerkte met René Goscinny aan de strip Tromblon et Bottaclou. In 1962 bracht Godard bij Pilote de strip Norbert et Kari uit. Voor het weekblad Kuifje tekende Godard in 1967 de stripreeks  Maarten Milaan, die een van zijn bekendste werken werd.
Van 1988 tot 1991 had Godard een eigen uitgeverij, Le Vaisseau d'Argent, samen met de Spaanse striptekenaar Julio Ribera.
Godard heeft ook aan de volgende series meegewerkt:
- Axel Moonshine
- Toupet (Lokje)
- The Cyberkiller
- Oki

## Overlijden
Godard overleed bij hem thuis op 92-jarige leeftijd aan kanker.
- Biblioteca Nacional de España: XX949820
- Bibliothèque nationale de France: cb11905206p (data)
- Catàleg d'autoritats de noms i títols de Catalunya: 981058508930106706
- Gemeinsame Normdatei: 1078130361
- International Standard Name Identifier: 0000 0001 2025 0697
- Library of Congress Control Number: n85387889
- Nationale Bibliotheek van Tsjechië: xx0019597
- Nationale en Universitaire bibliotheek Zagreb: 000441090
- Nederlandse Thesaurus van Auteursnamen: 068946503
- Réseau des bibliothèques de Suisse occidentale: 02-A003303267
- Système universitaire de documentation: 026894750
- Virtual International Authority File: 46761846